# Conflit énergétique Russie–Biélorussie de 2007

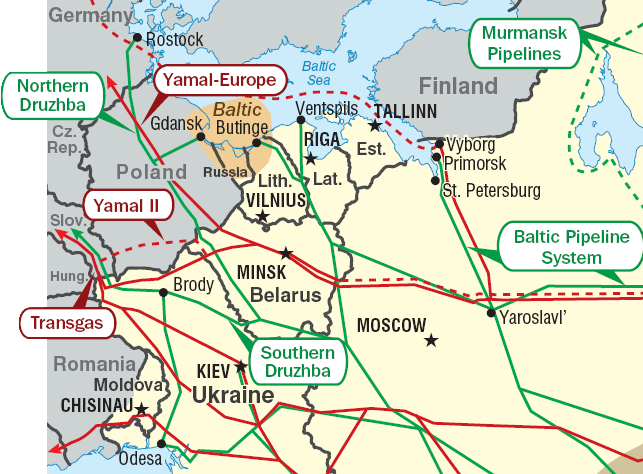
État des gazoducs et pipelines en 2011 dans l'Est de l'Europe.

Le conflit énergétique Russie–Biélorussie de 2007 est un conflit entre la Russie et la Biélorussie qui commença lorsque Gazprom, un fournisseur russe de gaz naturel de propriété publique, a augmenté les prix demandés à la Biélorussie. Le conflit culmina le 8 janvier 2007 lorsque Transneft, une compagnie russe de pipeline de propriété publique, a cessé de pomper du pétrole dans l'oléoduc Droujba, le plus long au monde, qui traverse la Biélorussie parce que cette dernière siphonnait du pétrole du pipeline sans autorisation.